# والت دیزنی ایمجرنرینگ
والت دیزنی ایمجرنرینگ (انگلیسی: Walt Disney Imagineering) شرکت مهندسی آمریکایی است، که در سال ۱۹۵۲ تأسیس شد.